# Сан-Жуан-ди-Ирасема
Сан-Жуан-ди-Ирасема (порт. São João de Iracema) — муниципалитет в Бразилии, входит в штат Сан-Паулу. Составная часть мезорегиона Сан-Жозе-ду-Риу-Прету. Входит в экономико-статистический микрорегион Аурифлама. Население составляет 1725 человек на 2006 год. Занимает площадь 177,906 км². Плотность населения — 9,7 чел./км².

## Статистика
- Валовой внутренний продукт на 2003 составляет 38.888.950,00 реалов (данные: Бразильский институт географии и статистики).
- Валовой внутренний продукт на душу населения на 2003 составляет 22.875,85 реалов (данные: Бразильский институт географии и статистики).
- Индекс развития человеческого потенциала на 2000 составляет 0,761 (данные: Программа развития ООН).